# Тюмин, Алексей Иванович
Алексей Иванович Тюмин (род. 29 декабря 1964, Новочеркасск, Ростовская область) — советский и российский футболист, футбольный судья. Арбитр ФИФА.

## Биография
Родился 29 декабря 1964 года в городе Новочеркасске Ростовской области. На профессиональном уровне в футбол играл только за вологодский клуб «Атоммаш» в 1988—1989 годах, во второй лиге чемпионата СССР.
В 1992 году и в 1994—1996 годах выступал за любительский клуб «Энергия» (Новочеркасск), в чемпионате Ростовской области по футболу.
Карьеру футбольного судьи начал в 1996 году, судил матчи первенства России среди любительских футбольных клубов. С 1998 года стал судить матчи второго дивизиона чемпионата России, а в этом же году и первого.
Дебютным матчем в высшей лиге России стала игра между московским «Торпедо» и самарскими «Крыльями Советов», которая состоялась 1 октября 2000 года.  Автозаводцы выиграли матч со счётом 2:1. В ходе встречи игрок самарской команды Александр Кирюхин получил вторую жёлтую карточку и был удалён с поля.
Обслуживал также международные матчи, в частности квалификационные поединки в Кубке УЕФА и Лиге чемпионов, и в отборочном турнире чемпионата Европы (до 21 года).
Завершил судейскую карьеру в 2006 году. С 2020 года работает футбольным инспектором на матчах РПЛ.
В декабре 2024 года награждён почётным знаком «Футбольная слава Дона».